# Születési arányszám
| Év        | CBR  | Év        | CBR  |
| --------- | ---- | --------- | ---- |
| 1950–1955 | 37.2 | 2000–2005 | 21.2 |
| 1955–1960 | 35.3 | 2005–2010 | 20.3 |
| 1960–1965 | 34.9 | 2010–2015 | 19.4 |
| 1965–1970 | 33.4 | 2015–2020 | 18.2 |
| 1970–1975 | 30.8 | 2020–2025 | 16.9 |
| 1975–1980 | 28.4 | 2025–2030 | 15.8 |
| 1980–1985 | 27.9 | 2030–2035 | 15.0 |
| 1985–1990 | 27.3 | 2035–2040 | 14.5 |
| 1990–1995 | 24.7 | 2040–2045 | 14.0 |
| 1995–2000 | 22.5 | 2045–2050 | 13.4 |

A születési arányszám a születések arányát jelenti egy lakossági csoportban. Egy demográfiai csoport születési arányszáma kiszámolható: egy nyilvántartási rendszerben bejegyzett élve születettek számának, népszámlálási adatok felhasználásával, valamint specifikus demográfiai módszerekkel történő becsléssel. A születési arányszámot, halálozási arányszámot valamint népvándorlást figyelembe véve kiszámolható a népességnövekedés.
A nyers születési arányszám az 1000 emberre vonatkoztatott születések száma egy év alatt. A természetes növekedési ütem kiszámítására a nyers halálozási arányszámból kivonják a nyers születési arányszámot. A születési arány alacsonynak tekinthető, ha évenkénti 10-20 születés/1000 ember jellemzi, míg 40-50 születés/1000 ember évenként magas születési arányt jelent.

## Politikai vonatkozás
Egyes országok kormányai igyekeznek befolyásolni a születési arányt. A születési arányt növelni igyekvő országok (Olaszország, Malajzia) pénzbeli ösztönzést és támogató szolgáltatásokat nyújtanak az anyáknak, míg más országok (például Kína) igyekeznek csökkenteni a születési arányt.
Egyes országok a nők jogainak és egészségügyi ellátásának biztosításával igyekeznek a születési arányt csökkenteni. A fogamzásgátlási módszerek ismertetésével és családtervező programok működtetésével a születési arány csökkenthető.
A magas születési arányszám leggyakrabban az egészségügyi problémákkal, a rövid várható élettartammal, az alacsony életszínvonallal valamint a nők alacsony iskolai végzettségével és társadalmi helyzetével mutat összefüggéseket. A demográfiai átmenet elmélete szerint, egy ország gazdasági fejlődése a népesség növekedés csökkenését eredményezi, melyet a születési arányszám csökkenése jelez.
Az 1974-es bukaresti Népesedési Világkonferencia keretében a női jogok kiemelt figyelmet kaptak és 137 ország jóváhagyta a Világ Népesedési Akciótervet. Ennek keretén belül számos ország elfogadta a modern fogamzásgátló módszerek (fogamzásgátló tabletta, óvszer) használatát és ellenezte az abortuszt. 1994-ben Kairóban egy újabb akciótervet hagytak jóvá, amelyik a nők jogainak, társadalmi helyzetének és nemi egészségének védelmét tűzte ki célul.
Úgy a magas, mint az alacsony születési arányszám problémákat vet fel. Túl magas születési arányszám a társadalmi jólét csökkenéséhez valamint nagy számú iskoláztatást igénylő gyermekhez, később pedig munkát igénylő felnőtthöz vezet. Az alacsony születési arány viszont az idősek jólétét biztosító programok és gazdaság meglétét veszélyezteti, mivel csökken a dolgozó emberek száma akik az öregedő társadalmat eltartják.

## Nemzeti születési arányszámok

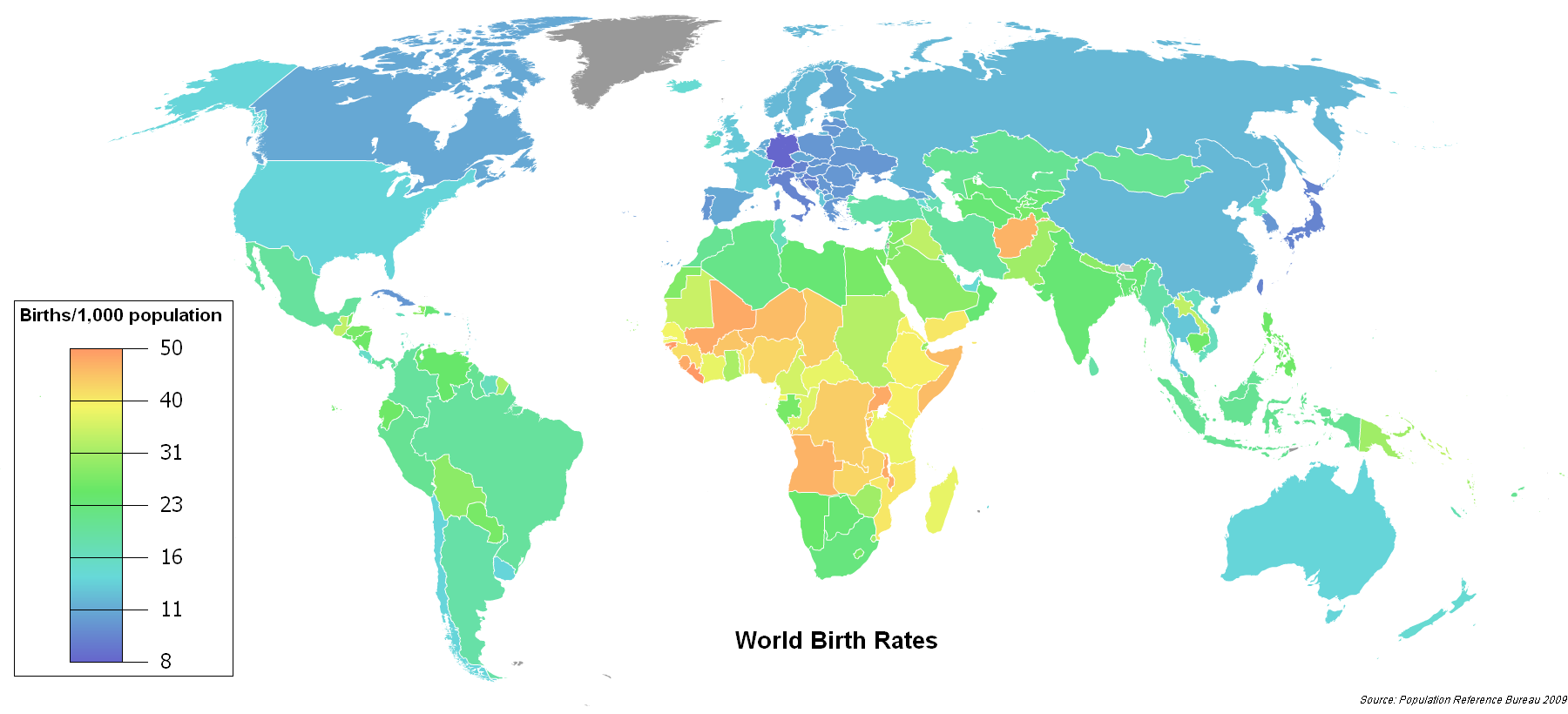
Születési arányszámok 2008-ban

Az 1950-es évekhez képest (amikor a születési arány 36 születés/1,000 lakos volt) a születési arányszám 16-tal csökkent. A legmagasabb születési arányt (51.26 születés/1,000 lakos) Nigerben, míg a legalacsonyabbat (7.64 születés/1,000 lakos) Japánban regisztrálták. Az Amerikai Egyesült Államokban 2007 és 2010 között 7%-kal csökkent a születési arányszám.
A születési arány földrajzi területenként változhat. Európában 2011-ben Írországban a születési arányszám 16,5 születés/1000 lakos volt, míg Franciaországban 12.8 és Svédországban 12.3 volt. 2012-es becslések szerint Magyarország születési aránya 9,49 volt.
A születési arány változhat egy földrajzi területen a különböző demográfiai csoportokon belül is (például az Egyesült Államokban 2007-2009 között nőtt a születési arány a 40 év fölött nők esetében, de csökkent minden más korosztály esetén).

## Mérési módszerek
A nyers születési arány kifejezhető mint a születések száma egy demográfiai csoportban egy meghatározott idő alatt, elosztva a csoport létszámával, majd szorozva 1000-rel.
Használható a teljes termékenységi arányszám is, amelyik a szülőképes korú nőkre számított elméleti gyermekszám, amelyet egy nő szülne élete folyamán, ha az adott évi gyakoriság egész élete folyamán állandósulna. A termékenységi arányszám értéke alacsonyabb a gazdaságilag fejlettebb országokban.

## Befolyásoló tényezők
- A kormány lakosságpolitikája
- Családtervezési szolgáltatások elérhetősége (fogamzásgátlók, szexuális oktatás)
- Abortusz elérhetőse és biztonságossága, valamint a szülés biztonságossága
- Csecsemőhalandóság. Magas csecsemőhalandóság mellett, egy család több gyermeket vállal, mivel nem mindegyik éri meg a felnőttkort.
- A társadalom kor-nem szerkezete
- Házasodási kor
- Társadalmi és vallási nézetek, főleg az abortusz és fogamzásgátlással kapcsolatban.
- Iparosodás mértéke. Az iparosodás előtti időkben a gyermekek is munkaerőt képeztek, pénzt kereshettek, míg az iparosodás korában a gyermeket taníttatni és képezni kell.
- Gazdasági jólét: bizonytalan gazdaság esetén a családok késleltetik a gyermekvállalást vagy csökkentik a születések számát.
- Szegénység
- Urbanizáció
- Viszály, háború
- Analfabetizmus
- Munkanélküliség